# Municipio de Washington (condado de York)
El municipio de Washington (en inglés: Washington Township) es un municipio ubicado en el condado de York en el estado estadounidense de Pensilvania. En el año 2000 tenía una población de 2,460 habitantes y una densidad poblacional de 34 personas por km².

## Geografía
El municipio de Washington se encuentra ubicado en las coordenadas 39°59′00″N 77°05′59″O / 39.98333, -77.09972.

## Demografía
Según la Oficina del Censo en 2000 los ingresos medios por hogar en la localidad eran de $52,278 y los ingresos medios por familia eran $57,196. Los hombres tenían unos ingresos medios de $36,901 frente a los $26,122 para las mujeres. La renta per cápita para la localidad era de $20,550. Alrededor del 5,1% de la población estaban por debajo del umbral de pobreza.